# Elecciones legislativas de Ecuador de 1979
Las elecciones legislativas de Ecuador de 1979 se celebraron el 29 de abril de 1979 para elegir 12 diputados nacionales y 57 provinciales. Esta fue la única elección para representantes para la Cámara Nacional de Representantes de la República del Ecuador, quienes cumplían un período completo igual que el del presidente, ya que durante esta legislatura se aprobaron varias reformas constitucionales, incluyendo el cambio de nombre del Legislativo a Honorable Congreso Nacional de la República del Ecuador y la implementación de elecciones de mitad de período, en el que se reemplazan a los diputados provinciales, quienes tenían un período de 2 años.[cita requerida]

## Características del Parlamento
El Parlamento unicameral de Ecuador, la Cámara Nacional de Representantes, está compuesto por 69 miembros: 12 miembros elegidos por votación nacional y 57 miembros elegidos por votación provincial. Se incluye 2 Representantes por cada una de las provincias del país (excepto aquellas con menos de 100.000 habitantes, que tienen un solo Representante) y un Representante adicional por cada 300.000 habitantes o fracción que supere los 200.000. Todos los miembros son elegidos por 5 años.

## Sistema Electoral[3]
Todos los ciudadanos ecuatorianos que tengan al menos 18 años de edad y estén en pleno ejercicio de sus derechos civiles tienen derecho al voto. Los descalificados para votar son los locos; personas condenadas por fraude en el sector público o relacionadas con elecciones; los que están presos o detenidos; borrachos, vagabundos y enanos; evasores de impuestos; y miembros de las fuerzas armadas y policiales. Los funcionarios del Registro Civil son los encargados de mantener actualizados los registros electorales. El voto es obligatorio, excepto para analfabetos y mayores de 65 años. Los ciudadanos ecuatorianos por nacimiento que tengan 25 años o más, en pleno ejercicio de sus derechos civiles y pertenezcan a un partido político legalmente reconocido, son aptos para ser candidatos. Además, los candidatos provinciales deben ser nativos o haber residido durante tres años consecutivos antes del día de las elecciones en la provincia donde se postule. El mandato parlamentario es incompatible con la pertenencia al Gobierno, determinados cargos y cargos relacionados con el sector público, la pertenencia a las fuerzas armadas en servicio activo, la contratación del Gobierno, la pertenencia al clero y la función de representante legal de una empresa extranjera.
Los candidatos son nominados por los partidos políticos. Son elegidos según un sistema de lista de representación proporcional, sin voto preferencial ni división de votos. La distribución de asientos se realiza de la siguiente manera:
1. Cuando solo se elijan dos escaños en una circunscripción, se asignará un escaño al primer candidato de la lista que haya recibido más votos y el otro a la lista siguiente, siempre que este último haya obtenido al menos el 50% de los votos recibidos por la lista ganadora. Si este no es el caso, ambos asientos pasan a la lista que sacó más votos.
2. Cuando se elijan más de dos Representantes en una circunscripción, el procedimiento es el siguiente:

a) El total de votos válidos se divide por el número de escaños a cubrir, y se eliminan aquellas listas que no hayan obtenido un número de votos igual al 50% del cocient.
b) El total de votos obtenidos por las listas elegibles se divide por el número de puestos a cubrir para obtener un segundo cociente. Cada lista obtiene tantos puestos como este cociente esté contenido en su propio total. Los asientos que quedan sin llenar después de esta primera distribución se asignan sobre la base del método del resto mayor.

## Escaños
- 12 representantes nacionales
- 57 representantes provinciales

| Provincia       | Escaños | Provincia        | Escaños |
| --------------- | ------- | ---------------- | ------- |
| Azuay           | 3       | Bolívar          | 2       |
| Cañar           | 2       | Carchi           | 2       |
| Chimborazo      | 3       | Cotopaxi         | 3       |
| El Oro          | 3       | Esmeraldas       | 3       |
| Galápagos       | 1       | Guayas           | 8       |
| Imbabura        | 3       | Loja             | 3       |
| Los Ríos        | 3       | Manabí           | 5       |
| Morona Santiago | 1       | Napo             | 1       |
| Pastaza         | 1       | Pichincha        | 6       |
| Tungurahua      | 3       | Zamora Chinchipe | 1       |

## Resultados
Partidos con representación parlamentaria
| Partido                   | Partido                   | Partido                                          | Lista Nacional | Lista Nacional | Lista Nacional | Listas Provinciales | Listas Provinciales | Listas Provinciales | Total |
| Partido                   | Partido                   | Partido                                          | Votos          | %              | Dip.           | Votos               | %                   | Dip.                | Total |
| ------------------------- | ------------------------- | ------------------------------------------------ | -------------- | -------------- | -------------- | ------------------- | ------------------- | ------------------- | ----- |
| 4                         |                           | Concentración de Fuerzas Populares (CFP)         | 445.229        | 30,94          | 4              | 454.910             | 31,73               | 25                  | 29    |
| 12                        |                           | Izquierda Democrática (ID)                       | 265.068        | 18,42          | 2              | 212.091             | 14,80               | 13                  | 15    |
| 6                         |                           | Partido Social Cristiano (PSC)                   | 123.411        | 8,58           | 1              | 91.384              | 6,38                | 2                   | 3     |
| 2                         |                           | Partido Liberal Radical Ecuatoriano (PLRE)       | 115.110        | 8,00           | 1              | 138.456             | 9,66                | 3                   | 4     |
| 1                         |                           | Partido Conservador Ecuatoriano (PCE)            | 112.909        | 7,85           | 1              | 126.942             | 8,86                | 9                   | 10    |
| 11                        |                           | Partido Nacionalista Revolucionario (PNR)        | 108.437        | 7,54           | 1              | 65.150              | 4,54                | 1                   | 2     |
| 8                         |                           | Coalición Institucionalista Democrática (CID)    | 90.277         | 6,27           | 1              | 85.835              | 5,99                | 2                   | 3     |
| 15                        |                           | Movimiento Popular Democrático (MPD)             | 68.982         | 4,79           | 1              | 70.590              | 4,92                | 0                   | 1     |
| 9                         |                           | Unión Democrática Popular (UDP)                  | 44.810         | 3,12           | 0              | 64.249              | 4,48                | 1                   | 1     |
| 10                        |                           | Federación Nacional Velasquista (FNV)            | 37.740         | 2,62           | 0              | 42.840              | 2,99                | 1                   | 1     |
| 17                        |                           | Partido Socialista Ecuatoriano (PSE)             | 26.849         | 1,87           | 0              | 37.596              | 2,62                | 0                   | 0     |
| 13                        |                           | Acción Popular Revolucionaria Ecuatoriana (APRE) | –              | –              | –              | 43.483              | 3,03                | 0                   | 0     |
| Votos válidos             | Votos válidos             | Votos válidos                                    | 1.438.822      | 85.89          |                | 1.433.526           | 85.38               |                     |       |
| Votos en blanco           | Votos en blanco           | Votos en blanco                                  | 86.607         | 5.17           | 102.018        | 6.08                |                     |                     |       |
| Votos nulos               | Votos nulos               | Votos nulos                                      | 322.980        | 8.94           | 143.380        | 8.54                |                     |                     |       |
| Total                     | Total                     | Total                                            | 1.675.195      | 100,00         | 12             | 1.678.924           | 100,00              | 57                  | 69    |
| Registrados/Participación | Registrados/Participación | Registrados/Participación                        | 2,088,874      | 80.20          |                | 2,088,874           | 80.37               |                     |       |

Fuente: 

### Escaños Obtenidos por Provincia
| Provincias       |    |    |   |   |    |   |   |   |   |   | Total |
| ---------------- | -- | -- | - | - | -- | - | - | - | - | - | ----- |
| Nacional         | 4  | 2  | 1 | 1 | 1  | 1 | 1 | 1 |   |   | 12    |
| Azuay            | 1  | 1  |   |   | 1  |   |   |   |   |   | 3     |
| Bolívar          | 1  |    |   |   | 1  |   |   |   |   |   | 2     |
| Cañar            | 1  |    |   |   | 1  |   |   |   |   |   | 2     |
| Carchi           |    | 1  |   |   | 1  |   |   |   |   |   | 2     |
| Chimborazo       | 1  | 1  |   |   | 1  |   |   |   |   |   | 3     |
| Cotopaxi         | 2  |    |   |   | 1  |   |   |   |   |   | 3     |
| El Oro           | 2  | 1  |   |   |    |   |   |   |   |   | 3     |
| Esmeraldas       | 2  |    |   |   |    |   |   |   | 1 |   | 3     |
| Galápagos        |    | 1  |   |   |    |   |   |   |   |   | 1     |
| Guayas           | 4  | 1  | 1 |   |    | 1 | 1 |   |   |   | 8     |
| Imbabura         | 1  | 2  |   |   |    |   |   |   |   |   | 3     |
| Loja             | 1  |    |   |   | 2  |   |   |   |   |   | 3     |
| Los Ríos         | 2  |    | 1 |   |    |   |   |   |   |   | 3     |
| Manabí           | 2  |    |   | 2 |    |   |   |   |   | 1 | 5     |
| Morona Santiago  |    | 1  |   |   |    |   |   |   |   |   | 1     |
| Napo             | 1  |    |   |   |    |   |   |   |   |   | 1     |
| Pastaza          |    | 1  |   |   |    |   |   |   |   |   | 1     |
| Pichincha        | 2  | 2  |   | 1 |    |   | 1 |   |   |   | 6     |
| Tungurahua       | 1  | 1  |   |   | 1  |   |   |   |   |   | 3     |
| Zamora Chinchipe | 1  |    |   |   |    |   |   |   |   |   | 1     |
| Total            | 29 | 15 | 3 | 4 | 10 | 2 | 3 | 1 | 1 | 1 | 69    |

## Nómina de representantes electos

### Nacionales
| Partido                                 | Diputado                   | Diputado                    | Diputado                        |
| --------------------------------------- | -------------------------- | --------------------------- | ------------------------------- |
| Concentración de Fuerzas Populares      |                            | Asaad Bucaram Elmhalin      | Asaad Bucaram Elmhalin          |
| Concentración de Fuerzas Populares      | Arquímedes Valdéz Carcelén |                             |                                 |
| Concentración de Fuerzas Populares      | Rafael Márquez Moreno      |                             |                                 |
| Concentración de Fuerzas Populares      | Pepe Mosquera Murillo      |                             |                                 |
| Izquierda Democrática                   |                            |                             | Rodrigo Borja Cevallos          |
| Izquierda Democrática                   |                            | Raúl Baca Carbo             |                                 |
| Partido Social Cristiano                |                            |                             | León Febres-Cordero Ribadeneyra |
| Partido Liberal Radical Ecuatoriano     |                            | Raúl Clemente Huerta Rendón | Raúl Clemente Huerta Rendón     |
| Partido Conservador Ecuatoriano         |                            | Rafael Armijos Valdivieso   | Rafael Armijos Valdivieso       |
| Partido Nacionalista Revolucionario     |                            |                             | Carlos Julio Arosemena Monroy   |
| Coalición Institucionalista Democrática |                            | Otto Arosemena Gómez        | Otto Arosemena Gómez            |
| Movimiento Popular Democrático          |                            | Jaime Hurtado González      | Jaime Hurtado González          |

### Provinciales

#### Azuay
| Partido                            | Diputado | Diputado                   |
| ---------------------------------- | -------- | -------------------------- |
| Partido Conservador Ecuatoriano    |          | Severo Espinoza Valdivieso |
| Concentración de Fuerzas Populares |          | Juan Tama Márquez          |
| Izquierda Democrática              |          | Arturo Córdova Malo        |

#### Bolívar
| Partido                            | Diputado | Diputado                 |
| ---------------------------------- | -------- | ------------------------ |
| Partido Conservador Ecuatoriano    |          | Gudberto Sigifredo Ortiz |
| Concentración de Fuerzas Populares |          | Gonzalo González Real    |

#### Cañar
| Partido                            | Diputado | Diputado                |
| ---------------------------------- | -------- | ----------------------- |
| Partido Conservador Ecuatoriano    |          | Julio Jaramillo Arízaga |
| Concentración de Fuerzas Populares |          | Eduardo Rivas Ayora     |

#### Carchi
| Partido                         | Diputado | Diputado               | Diputado                |
| ------------------------------- | -------- | ---------------------- | ----------------------- |
| Partido Conservador Ecuatoriano |          | Rodrigo Suárez Morales | Rodrigo Suárez Morales  |
| Izquierda Democrática           |          |                        | Wilfrido Lucero Bolaños |

#### Chimborazo
| Partido                            | Diputado | Diputado               |
| ---------------------------------- | -------- | ---------------------- |
| Partido Conservador Ecuatoriano    |          | Pablo Dávalos Dillon   |
| Concentración de Fuerzas Populares |          | Fausto Vallejo Escobar |
| Izquierda Democrática              |          | Arnaldo Merino Muñoz   |

#### Cotopaxi
| Partido                            | Diputado                   | Diputado              | Diputado                  |
| ---------------------------------- | -------------------------- | --------------------- | ------------------------- |
| Partido Conservador Ecuatoriano    |                            | Luis Berrazueta Erazo | Luis Berrazueta Erazo     |
| Concentración de Fuerzas Populares |                            |                       | Reinaldo Yanchapaxi Cando |
| Concentración de Fuerzas Populares | Maximiliano Rosero Sánchez |                       |                           |

#### El Oro
| Partido                            | Diputado          | Diputado             | Diputado                |
| ---------------------------------- | ----------------- | -------------------- | ----------------------- |
| Concentración de Fuerzas Populares |                   |                      | Carlos Falquez Batallas |
| Concentración de Fuerzas Populares | Jorge Fadul Suazo |                      |                         |
| Izquierda Democrática              |                   | Harry Álvarez García | Harry Álvarez García    |

#### Esmeraldas
| Partido                            | Diputado           | Diputado                 |
| ---------------------------------- | ------------------ | ------------------------ |
| Concentración de Fuerzas Populares |                    | Gilberto Plaza Chillambo |
| Concentración de Fuerzas Populares | Segundo Salas Meza |                          |
| Unión Demócrata Popular            |                    | Jorge Chiriboga Guerrero |

#### Galápagos
| Partido               | Diputado | Diputado                |
| --------------------- | -------- | ----------------------- |
| Izquierda Democrática |          | Rodrigo Cisneros Donoso |

#### Guayas
| Partido                                 | Diputado                  | Diputado                  |
| --------------------------------------- | ------------------------- | ------------------------- |
| Concentración de Fuerzas Populares      |                           | Rodolfo Baquerizo Nazur   |
| Concentración de Fuerzas Populares      | Julio Ayala Serra         |                           |
| Concentración de Fuerzas Populares      | Luis Gavilanez Villagómez |                           |
| Concentración de Fuerzas Populares      | Gabriel Olmedo Arroba     |                           |
| Partido Social Cristiano                |                           | Jacinto Velásquez Herrera |
| Partido Nacionalista Revolucionario     |                           | Aurelio Carrera del Río   |
| Coalición Institucionalista Democrática |                           | Heinz Moeller Freile      |
| Izquierda Democrática                   |                           | Xavier Ledesma Ginatta    |

#### Imbabura
| Partido                            | Diputado            | Diputado               | Diputado               |
| ---------------------------------- | ------------------- | ---------------------- | ---------------------- |
| Izquierda Democrática              |                     | Luis Mejía Montesdeoca | Luis Mejía Montesdeoca |
| Izquierda Democrática              | Luis Muñoz Herrería |                        |                        |
| Concentración de Fuerzas Populares |                     |                        | Marco Proaño Maya      |

#### Loja
| Partido                            | Diputado              | Diputado                  |
| ---------------------------------- | --------------------- | ------------------------- |
| Partido Conservador Ecuatoriano    |                       | Pío Oswaldo Cueva Puertas |
| Partido Conservador Ecuatoriano    | Arturo Piedra Armijos |                           |
| Concentración de Fuerzas Populares |                       | Edgar Garrido Jaramillo   |

#### Los Ríos
| Partido                            | Diputado              | Diputado            | Diputado                |
| ---------------------------------- | --------------------- | ------------------- | ----------------------- |
| Concentración de Fuerzas Populares |                       |                     | Antonio Andrade Fajardo |
| Concentración de Fuerzas Populares | Gary Esparza Fabbiany |                     |                         |
| Partido Social Cristiano           |                       | Enrique Ponce Luque | Enrique Ponce Luque     |

#### Manabí
| Partido                             | Diputado                | Diputado                |
| ----------------------------------- | ----------------------- | ----------------------- |
| Concentración de Fuerzas Populares  |                         | Jorge Zambrano García   |
| Concentración de Fuerzas Populares  | Francisco Daza Palacios |                         |
| Partido Liberal Radical Ecuatoriano |                         | Eudoro Loor Rivadeneira |
| Partido Liberal Radical Ecuatoriano | Medardo Mora Solórzano  |                         |
| Federación Nacional Velasquista     |                         | Ricardo Bowen Cavagnaro |

#### Morona Santiago
| Partido               | Diputado | Diputado               |
| --------------------- | -------- | ---------------------- |
| Izquierda Democrática |          | Augusto Cid Abad Prado |

#### Napo
| Partido                            | Diputado | Diputado               |
| ---------------------------------- | -------- | ---------------------- |
| Concentración de Fuerzas Populares |          | Nelson Félix Navarrete |

#### Pastaza
| Partido               | Diputado | Diputado             |
| --------------------- | -------- | -------------------- |
| Izquierda Democrática |          | Vilem Kubes Weingart |

#### Pichincha
| Partido                                 | Diputado                | Diputado                   | Diputado                     |
| --------------------------------------- | ----------------------- | -------------------------- | ---------------------------- |
| Concentración de Fuerzas Populares      |                         |                            | Julio César Trujillo Vásquez |
| Concentración de Fuerzas Populares      | Galo Bayas Salazar      |                            |                              |
| Izquierda Democrática                   |                         | Manuel Córdova Galarza     | Manuel Córdova Galarza       |
| Izquierda Democrática                   | Alejandro Carrión Pérez |                            |                              |
| Coalición Institucionalista Democrática |                         | Gil Barragán Romero        | Gil Barragán Romero          |
| Partido Liberal Radical Ecuatoriano     |                         | Jaime del Castillo Álvarez | Jaime del Castillo Álvarez   |

#### Tungurahua
| Partido                            | Diputado | Diputado                   |
| ---------------------------------- | -------- | -------------------------- |
| Partido Conservador Ecuatoriano    |          | Galo Pico Mantilla         |
| Concentración de Fuerzas Populares |          | Juan Manuel Real Aspiazu   |
| Izquierda Democrática              |          | Gonzalo Callejas Chiriboga |

#### Zamora Chinchipe
| Partido                            | Diputado | Diputado              |
| ---------------------------------- | -------- | --------------------- |
| Concentración de Fuerzas Populares |          | César Valdivieso Egas |

Fuente:

## Representantes que dejaron sus curules
| Diputado                        | Partido | Motivo                                                              | Reemplazo                    | Partido | Ref.                        |
| ------------------------------- | ------- | ------------------------------------------------------------------- | ---------------------------- | ------- | --------------------------- |
| Asaad Bucaram Elmhalin          | CFP     | Fallecimiento                                                       | Carlos Julio Llerena Márquez | CFP     | [ 8 ] [ 9 ] [ 10 ]          |
| León Febres-Cordero Ribadeneyra | PSC     | Renuncia Candidato a la Presidencia de la República                 | Vicente Burneo Burneo        | PSC     | [ 8 ] [ 9 ] [ 10 ]          |
| Rodrigo Borja Cevallos          | ID      | Renuncia Candidato a la Presidencia de la República                 | Jaime Malo Ordóñez           | ID      | [ 8 ] [ 9 ] [ 10 ]          |
| Jaime Hurtado González          | MPD     | Renuncia Candidato a la Presidencia de la República                 | Mario Leguísamo Torres       | MPD     | [ 8 ] [ 9 ] [ 10 ]          |
| Otto Arosemena Gómez            | CID     | Fallecimiento                                                       | Julio Prado Vallejo          | CID     | [ 8 ] [ 9 ] [ 10 ]          |
| Julio Jaramillo Arízaga         | PCE     | Renuncia Designado Juez de la Corte Suprema de Justicia             | Ezequiel Clavijo Martínez    | PCE     | [ 11 ]                      |
| Luis Berrazueta Erazo           | PCE     | Destitución                                                         | Edgar Orbea Rubio            | CFP     | [ 12 ] [ 13 ] [ 14 ] [ 15 ] |
| Harry Álvarez García            | ID      | Destitución                                                         | Cleómedes Ollague Córdova    | CFP     | [ 12 ] [ 13 ] [ 14 ] [ 15 ] |
| Rodrigo Cisneros Donoso         | ID      | Renuncia Designado Vocal del Tribunal de Garantías Constitucionales | Eduardo Toscano Soria        | ID      | [ 16 ]                      |
| Gabriel Olmedo Arroba           | CFP     | Renuncia                                                            | Manuel Valencia Vásquez      | CFP     | [ 17 ] [ 18 ]               |
| Aurelio Carrera del Río         | PNR     | Fallecimiento                                                       | Jaime Damervál Martínez      | PNR     | [ 19 ]                      |
| Antonio Andrade Fajardo         | CFP     | Renuncia Designado Ministro de Agricultura                          | Juan Chamoun Saker           | CFP     | [ 12 ] [ 13 ] [ 14 ] [ 15 ] |
| Enrique Ponce Luque             | PSC     | Destitución                                                         | Gabriel Nicola Loor          | CFP     | [ 12 ] [ 13 ] [ 14 ] [ 15 ] |
| Manuel Córdova Galarza          | ID      | Fallecimiento                                                       | Hugo Caicedo Andino          | ID      | [ 20 ]                      |
| Julio César Trujillo Vásquez    | CFP     | Renuncia Candidato a la Presidencia de la República                 | Salvador Cazar Cadena        | CFP     | [ 8 ] [ 9 ]                 |